# El millor amant del món
El millor amant del món (títol original en anglès Waltz of the Toreadors) és una pel·lícula de comèdia britànica dirigida el 1962 per John Guillermin i protagonitzada per Peter Sellers i Dany Robin. Està basada en l'obra La Valse des toréadors de Jean Anouilh però canvia la localització de França a Anglaterra. Fou nominada al premi BAFTA al millor guió britànic el 1963. Ha estat traduïda al català i emesa per TV3 el 22 de desembre de 1999.
La pel·lícula va tenir la seva primícia mundial el 12 d'abril de 1962 a l'Odeon Leicester Square al West End de Londres.

## Argument
Aquesta és la fi d'una gloriosa carrera militar: el general Leo Fitzjohn es retira a la seva mansió de Sussex on escriurà les seves memòries. Malauradament, la seva vida privada és un desastre: faldiller confirmat, Leo ha enfurismat la seva dona Emily, ara una dona agitada i hipocondríaca, més amargada perquè encara l'estima. El general té dues filles d'aspecte senzill que no li agraden i una atractiva minyona francesa, Ghislaine, amb qui ha mantingut una relació platònica durant disset anys. Quan Ghislaine reapareix, decidida a completar el seu amor amb ell i a desfer-se d'Emily, Leo no sap què fer ...

## Repartiment
- Peter Sellers - General Leo Fitzjohn
- Dany Robin - Ghislaine
- Margaret Leighton - Emily Fitzjohn
- John Fraser - Tinent Robert Finch
- Cyril Cusack - Dr. Grogan
- Prunella Scales - Estella Fitzjohn
- Denise Coffey - Sidonia Fitzjohn
- Jean Anderson - Agnes
- Raymond Huntley - Ackroyd, President del tribunal
- Cardew Robinson - Midgley
- John Glyn-Jones - Jenkins
- John Le Mesurier - Reverend Grimsley
- Vanda Godsell - Mrs. Emma Bulstrode, propietària de la tenda de roba

## Recepció
La pel·lícula va ser l'onzena pel·lícula més popular a la taquilla britànica el 1962.
A The New York Times, Bosley Crowther va escriure, "Mr. Sellers, encara als seus trenta anys, juga el paper còmicament rígid i emprenyat d'un general de l'exèrcit britànic retirat amb un ull viu per a les noies, i ho fa amb un detall tan abrupte i endimoniat que afegeix una altra joia a la seva corona."
Peter Sellers va rebre el Premi Sant Sebastià d'interpretació masculina al Festival Internacional de Cinema de Sant Sebastià 1962.